# Abraham Lempel
Abraham Lempel, (Lwów, Segona República Polonesa, 10 de febrer de 1936 – Lviv, Ucraïna, 4 de febrer de 2023) fou un científic de la computació israelià; és un dels pares de la família LZ d'algorismes de compressió sense pèrdues de dades. és un científic de la computació israelià; és un dels pares de la família LZ d'algorismes de compressió sense pèrdues de dades.
Va estudiar a la Technion - Israel Institute of Technology, i va rebre B.Sc. el 1963, M.Sc. el 1965, i DS el 1967. Des de 1977 ha mantingut el títol de professor de temps complet. Actualment és professor emèrit al Technion.
Les seves obres d'importància històrica s'iniciaren amb la presentació de l'algorisme LZ77 en un document titulat "Un algorisme universal per seqüencial de compressió de dades" al  IEEE Transactions on Information Theory  (maig 1977). Aquest treball va ser co-escrit per Jacob Ziv. Ha estat nomenat el beneficiari de la IEEE 2007 Richard W. Hamming Medal "Per un treball pioner en la compressió de dades, especialment l'algorisme Lempel-Ziv".

## Obres
Els següents algorismes porten el nom de Lempel:
- 1977: LZ77 (Lempel-Ziv)
- 1978: LZ78 (Lempel-Ziv)
- 1981: LZR (LZ-Renau)
- 1982: LZSS (LZ-Storer-Szymanski)
- 1984: LZW (Lempel-Ziv-Welch)
- lzs (Lempel-Ziv-STAC)
- 1996 lzo (Lempel-Ziv-Oberhumer)
- 2001: LZMA (Lempel-Ziv-cadena de Markov Algorithm).

Els termes LZX, LHA (LHarc) i LZH fan referència Lempel també.
Els seus treballs van sentar les bases d'aquests formats comprimits de gràfics com GIF, TIFF i PNG.
Lempel fundada HP Labs-Israel el 1994, i va ser el seu director fins a octubre de 2007.